# Schlundverstopfung
Schlundverstopfung (Syn. Speiseröhrenverstopfung) ist eine lebensbedrohliche Erkrankung, bei der Fremdkörper, z. B. Futterpartikel im Schlund eines Tieres stecken bleiben. Die Muskulatur der Speiseröhre verkrampft sich und der Fremdkörper kann nicht mehr abgeschluckt werden. Häufig sind Schlundverstopfungen bei Pferden und Rindern.

## Schlundverstopfung bei Equiden
Bei Pferden kann Futter die Speiseröhre blockieren. Größere Objekte lassen sich im Halsbereich oft noch erfühlen oder sogar optisch wahrnehmen (z. B. ganze Äpfel). In der Regel tritt eine Schlundverstopfung bei hastig fressenden Pferden auf. Häufige Ursache ist die Verfütterung von nicht eingeweichten Zuckerrübenschnitzeln, oder von kleingeschnittenem Obst und Gemüse (z. B. Äpfel und Möhren). Möhren, die nicht der Länge nach, sondern in Scheiben geschnitten werden, lösen ebenfalls häufig Schlundverstopfungen aus, da die Möhrenscheiben sich in der Speiseröhre querstellen und diese komplett blockieren können. Pelletsfütterung (Maiswürfel, Graswürfel etc.) kann bei hastig fressenden Pferden ebenfalls zur Schlundverstopfung führen. In der Regel tritt eine Schlundverstopfung nicht durch Heu oder Gras auf, jedoch erleiden auch auf der Weide Pferde Schlundverstopfungen, eventuell auch durch Gras.
In der Folge einer Schlundverstopfung beim Pferd bildet sich viel Speichel, der schaumig zusammen mit Futterresten über Maulhöhle und Nase in die Luftröhre gelangt und in der Folge eine Lungenentzündung verursachen kann. 

### Symptome
Symptome einer Schlundverstopfung sind starkes Husten, Speicheln, Scharren, mit dem Kopf schlagen, Panikausbruch (sofern der Kreislauf noch nicht zu angegriffen ist). Dabei tritt meist schaumiger Speichel, oft vermengt mit Speiseresten, aus Nase und Maul. Das Pferd hält dabei den Kopf vermehrt sehr tief und wird nach längerer Schlundverstopfung Kreislaufprobleme entwickeln und immer die Atemfrequenz steigern (zumeist sind die Atemwege angeschwollen oder mit Speichel verstopft). Verstärktes Schwitzen ist ebenfalls zu beobachten.

### Behandlung
Schlundverstopfungen können sich unter Umständen von selbst lösen, selten ist es auch möglich das verstopfende Futter wegzumassieren, es sollte immer ein Tierarzt gerufen werden. Eine Massage ist natürlich ausgeschlossen, wenn die Verstopfung nicht im Hals sitzt.
Der Tierarzt wird in der Regel ein krampflösendes Mittel (für die Speiseröhre) spritzen, zumeist noch kreislaufstabilisierende Mittel. Nach Bedarf wird die Luftröhre freigesaugt, dann wird mit Spülungen versucht, die Speiseröhre wieder frei zu bekommen bzw. den Stopfen in den Magen durchzuspülen. Leichte Fälle lassen sich unter Umständen auch durch ein Heruntermassieren des Fremdkörpers Richtung Magen lösen. Nach der Behandlung werden zumeist routinemäßig Antibiotika gegen Infektion (Lungenentzündung) durch aspiriertes Futter gespritzt.
Nach der Beseitigung sollten Pferde einige Tage – bei anschließender Infektion bis zu einer Woche – nur mit breiigem Futter oder Mash gefüttert werden. Oft werden bei Komplikationen noch schleimlösende Mittel zur Futterbeimengung verschrieben.